# 桑古阿涅
桑古阿涅（法語：Sengouagnet，法語發音：[sɛ̃ɡwaɲɛ]），又称桑瓜涅，是法国上加龙省的一个市镇，属于圣戈当斯区。该市镇总面积18.6平方公里，2009年时的人口为222人。

## 人口
桑古阿涅人口变化图示